# Sonamoo
Sonamoo (tiếng Hàn: 소나무) là nhóm nhạc thần tượng Hàn Quốc dưới sự quản lý của công ty TS Entertainment. Ngày 29 tháng 12 năm 2014, ban đầu nhóm có đội hình 7 thành viên ra mắt với single Deja vu. Ngày 23 tháng 9 năm 2019, do 2 thành viên Sumin và Nahyun đã đệ đơn và nộp bằng chứng yêu cầu chấm dứt hợp đồng độc quyền với công ty nên đội hình hiện tại của nhóm gồm 5 thành viên còn lại là: Mịnae, D.ana, Euijin, High.D và New Sun. Nhóm chính thức tan rã vào ngày 8 tháng 9 năm 2021 do TS Entertainment - công ty chủ quản của nhóm ngừng kinh doanh và đóng cửa

## Lịch sử hoạt động

### 2014-2015: Debut vớiDeja vuvà trở lại vớiCushion
Vào ngày 29 tháng 12 năm 2014, Sonamoo chính thức ra mắt và phát hành EP ra mắt của họ, Deja vu và họ tổ chức buổi showcase ra mắt.
Vào ngày 20 tháng 7 năm 2015, nhóm trở lại với EP thứ hai của nhóm mạng tên Cushion nhóm tổ chức showcase và TS Entertainment ra mắt MV chính thức của nhóm trên kênh YouTube chính thức của công ty.

### 2016-nay: I Like U Too Much và Do I Like You?
Vào ngày 10 tháng 6 năm 2016, TS Entertainment thông báo Sonamoo trở lại với mini-album thứ ba của pnhóm I Like U Too Much. Vào ngày 21 tháng 12, TS Entertainment thông báo nhóm sẽ trở lại với single đầu tiên của nhóm mang tên Do I Like You ? vào ngày 9 tháng 1 năm 2017.

## Thành viên
| Nghệ danh  | Nghệ danh | Tên thật     | Tên thật |                 | Ngày sinh         | Vai trò                                           |
| Latinh hóa | Hangul    | Latinh hóa   | Hangul   | Hán Việt        | Ngày sinh         | Vai trò                                           |
| ---------- | --------- | ------------ | -------- | --------------- | ----------------- | ------------------------------------------------- |
| Sumin      | 수민      | Ji Sumin     | 지수민   | Trí Tú Mân      | 3 tháng 3, 1994   | Sub Vocal                                         |
| Minjae     | 민재      | Seong Minjae | 성민재   | Thành Mân Tài   | 18 tháng 12, 1994 | Main Vocal                                        |
| D.ana      | 디애나    | Jo Eunae     | 조은애   | Tào Ân Ái       | 10 tháng 9, 1995  | Main Rapper                                       |
| Nahyun     | 나현      | Kim Nahyun   | 김나현   | Kim Nhã Hiền    | 9 tháng 12, 1995  | Face of the Group, Visual, Lead Dancer, Sub Vocal |
| Euijin     | 의진      | Hong Euijin  | 홍의진   | Hồng Nghi Trân  | 8 tháng 10, 1996  | Leader, Main Dancer, Lead Vocal                   |
| High.D     | 하이디    | Kim Dohee    | 김도희   | Kim Đỗ Hy       | 21 tháng 12, 1996 | Main Vocal                                        |
| New Sun    | 뉴썬      | Choi Yoonsun | 최윤선   | Thôi Doãn Tuyên | 19 tháng 6, 1997  | Main Rapper, Maknae                               |

## Danh sách các đĩa nhạc

### EP
| Tên                                                                         | Album chi tiết | Vị trí cao nhất | Doanh thu    |
| Tên                                                                         | Album chi tiết | KOR             | Doanh thu    |
| --------------------------------------------------------------------------- | --- | --------------- | ------------ |
| Deja Vu                                                                     | - Phát hành: 29 tháng 12 năm 2014 - Hãng đĩa: TS Entertainment, LOEN Entertainment - Định dạng: CD, tải kĩ thuật số | 1               | - KOR: 4,260 |
| Cushion                                                                     | - Phát hành: 20 tháng 7 năm 2015 - Hãng đĩa: TS Entertainment, LOEN Entertainment - Định dạng: CD, tải kĩ thuật số  | 7               | - KOR: 4,196 |
| I Like U Too Much                                                           | - Phát hành: 29 tháng 6 năm 2016 - Hãng đĩa: TS Entertainment, LOEN Entertainment - Định dạng: CD, tải kĩ thuật số  | 7               | - KOR: 4,387 |
| "—" cho biết album không được phát hành tại khu vực này hay không xếp hạng. | |                 |              |

### Single-album
| Tên            | Album chi tiết | Vị trí cao nhất | Doanh thu |
| Tên            | Album chi tiết | KOR             | Doanh thu |
| -------------- | --- | --------------- | --------- |
| Do I Like You? | - Phát hành: 9 tháng 1 năm 2017 - Hãng đĩa: TS Entertainment, LOEN Entertainment - Định dạng: CD, tải kĩ thuật số | TBA             | TBA       |

### Đĩa đơn
| Tên                 | Năm  | Vị trí cao nhất | Doanh thu (DL) | Album             |
| Tên                 | Năm  | KOR             | Doanh thu (DL) | Album             |
| ------------------- | ---- | --------------- | -------------- | ----------------- |
| "Deja Vu"           | 2014 | 109             | - KOR: 14,030+ | Deja Vu           |
| "Cushion"           | 2015 | 114             | - KOR: 15,837+ | Cushion           |
| "I Like U Too Much" | 2016 | 123             | - KOR: 22,591+ | I Like U Too Much |
| "I Think I Love U"  | 2017 |                 | - KOR:         | I Think I Love U  |

## Truyền hình

### Điện ảnh
| Năm  | Tên                                     | Thành viên       | Kênh           | Ghi chú                         |
| ---- | --------------------------------------- | ---------------- | -------------- | ------------------------------- |
| 2014 | Cheo Yong                               | Nahyun and Sumin | OCN            | Special Appearance in Episode 4 |
| 2017 | Criminal Minds (South Korean TV series) | Newsun           | TvN (Hàn Quốc) | Vại phụ(em gái nam chính)       |

### Chương trình truyền hình thực tế
| Năm  | Tên                   | Kênh             | Thành viên                    | Ghi chú |
| ---- | --------------------- | ---------------- | ----------------------------- | --- |
| 2015 | SONAMOO's Pet House   | SBS MTV          | All                           | Narrated by Hyosung from SECRET. SONAMOO's First Reality TV Show.                                                                              |
| 2015 | Weekly Idol           | [[MTCN Every 1]] | All                           | They appeared on Episode 200 and 201 along with Secret's Jieun and Hana, AOA's Choa and Jimin, Sistar's Soyou and Bora, N.Flying and Monsta X. |
| 2015 | Always Cantare Season | tvN              | Euijin                        | She plays the violin. |
| 2015 | 2015 SONAMOO          | Naver TVcast     | All                           | [ 9 ] |
| 2015 | After School Club     | Arirang TV       | All                           | Episode 175. (ngày 1 tháng 9 năm 2015) |
| 2015 | A Song For You 4      | KBS              | All                           | They appeared on Episode 8 with JJCC. (ngày 6 tháng 9 năm 2015)                                                                                |
| 2015 | Battle SONAMOO        |                  | All                           | [ 15 ] |
| 2015 | Vitamin               | KBS2             | Sumin, Minjae, Nahyun, Euijin | Episode 604. (ngày 5 tháng 11 năm 2015) |
| 2016 | After School Club     | Arirang TV       | Newsun                        | Lunar New Year No Longer Underage Special. (ngày 9 tháng 2 năm 2016                                                                            |

### Tham gia vào các dự án âm nhạc khác
| Năm  | Bài hát                      | Nghệ sĩ         | Thành viên                            |
| ---- | ---------------------------- | --------------- | ------------------------------------- |
| 2011 | Never Give Up                | Yongguk và Zelo | Euijin, New Sun, D.ana, Sumin, High.D |
| 2012 | Stop It                      | B.A.P           | Euijin, New Sun, Minjae, D.ana        |
| 2012 | Secret Love                  | B.A.P           | Euijin                                |
| 2013 | I Do I Do (Korean version)   | Secret          | Nahyun, New Sun                       |
| 2014 | I Do I Do (Japanese version) | Secret          | Nahyun, New Sun                       |
| 2014 | 1004 (Angel)                 | B.A.P           | Nahyun, Sumin                         |
| 2015 | One Dream One Korea          | Various Artist  |                                       |
| 2017 | Girls next door              | Various artist  | D.ana                                 |